# دیده‌بان حقوق بشر
دیده‌بان حقوق بشر نام یک سازمان غیردولتی بین‌المللی واقع در شهر نیویورک در ایالات متحده آمریکا است که بر تحقیقات و پشتیبانی حقوق بشر مدیریت می‌کند.
دیده‌بان حقوق بشر دفترهایی نیز در بروکسل، لندن، مسکو، هنگ کنگ، لس آنجلس، سانفرانسیسکو، تاشکند، تورنتو و واشینگتن دارد.

## پیشینه
دیده‌بان حقوق بشر در سال ۱۹۷۸ تحت عنوان «دیده‌بان هلسینکی» و به منظور نظارت بر تبعیت کشورهای بلوک شوروی سابق از مفاد حقوق بشر پیمان مشهور هلسینکی تأسیس شد. پس از آن دیده‌بان قاره آمریکا در دهه ۱۹۸۰ و در واکنش به این دیدگاه که نقض حقوق بشر توسط یکی از طرف‌های درگیر در جنگ در آمریکای مرکزی به هر دلیلی بیشتر از نقض حقوق بشر توسط طرف دیگر قابل تحمل است، تأسیس شد. این سازمان به تدریج گسترش پیدا کرد تا جایی که کمیته‌های دیده‌بان در سال ۱۹۸۸ با یکدیگر متحد شده و دیده‌بان حقوق بشر را تشکیل دادند.